# Niltinho
Nilton Soares Rodrigues, meglio noto come Niltinho (San Paolo, 11 settembre 1993), è un calciatore brasiliano, attaccante svincolato.

## Caratteristiche tecniche
È un centravanti.

## Carriera
Cresciuto nelle giovanili del São Caetano, ha esordito in prima squadra il 21 luglio 2013 in occasione del match di Copa Paulista pareggiato 1-1 contro il São Bernardo.